# Lau-Balagnas

Lau-Balagnas este o comună în departamentul Hautes-Pyrénées din sudul Franței. În 2009 avea o populație de 499 de locuitori.

## Evoluția populației
| An        | 1975 | 1982 | 1990 | 1999 | 2006 | 2009 |
| --------- | ---- | ---- | ---- | ---- | ---- | ---- |
| Populație | 607  | 565  | 519  | 483  | 489  | 499  |